# 1298 Nocturna
Az 1298 Nocturna (ideiglenes jelöléssel 1934 AE) a Naprendszer kisbolygóövében található aszteroida. Karl Wilhelm Reinmuth fedezte fel 1934. január 7-én, Heidelbergben.